# Hosahalli, Kundgol
Hosahalli là một làng thuộc tehsil Kundgol, huyện Dharwad, bang Karnataka, Ấn Độ.